# パーフェクト・ケア
『パーフェクト・ケア』（I Care a Lot）は2020年のアメリカ合衆国のブラックコメディ・スリラー映画。監督はJ・ブレイクソン、出演はロザムンド・パイクとピーター・ディンクレイジなど。高齢者の資産を騙し取る冷徹な悪徳後見人を描いたクライム・コメディ映画。

## ストーリー
マーラ・グレイソンは高齢者の成年後見人を務めていたが、その本性は利他精神に満ちた好人物などではなく、狡猾な詐欺師である。マーラはパートナーのフランと共に高齢者を搾取し、巨額の利益を上げていた。恐ろしいことに、その搾取の全ては法律に則って行われており、二人を罰することのできる者はいない。認知症という虚偽の診断によって強制的に高齢者向けケア施設に入所させられ、完璧なケアの代わりに半ば監禁状態にされた被害者は、骨の髄までしゃぶり尽くされるのを待つしかない。ある日、フェルドストロムという男性が、母親を連れ戻そうとして施設に押しかけたものの職員に取り押さえられ、裁判でもマーラの巧みな弁論により敗訴する。
マーラとフランは、老人が通うクリニックの医師カレン・エイモスから紹介された資産家で身寄りのない高齢女性ジェニファー・ピーターソンを次なる標的にする。ジェニファーを施設に入所させた後、もぬけの殻となった彼女の家にアレクシーという若い男性がやってくる。アレクシーは、この不可解な出来事を雇い主である裏社会の大物ローマンに報告する。ローマンは母親であるジェニファーを奪還すべく、マーラの事務所に弁護士ディーンを派遣する。ディーンは現金15万ドルと引き換えにジェニファーの解放を求めるが、マーラは応じず脅迫にも屈しない。ディーンは裁判を起こすが訴えは退けられる。
背後に大きな黒幕がいることを察したフランが、ジェニファーについて徹底的に調べた結果、本物は乳児のときポリオで死亡しており、身元を偽装していたことが判明する。一方、ローマンはジェニファーを救出すべくアレクシーを施設に送り込み、力尽くで奪い返そうとするが失敗する。その報復として、ローマンは医師のカレンを手下に殺させる。命の危険を感じたマーラとフランは、詐欺で手に入れた売れ残りの空き家に身を隠す。マーラはジェニファーに諦めるよう脅すが、逆上したジェニファーに首を絞められてしまう。しかし、取り押さえられたジェニファーは心神喪失と見なされ精神病院に送られる。
その後、隠れ家を知られたフランは襲われ、マーラも誘拐されてしまう。マーラはローマンに身代金1000万ドルを要求するが断られ、クロロホルムで失神させられ上、飲酒運転に偽装され車ごと湖に沈められる。だが、間一髪で脱出したマーラは、気絶していたフランを救出し、盗んだダイヤモンドで再出発する代わりに怯え続けるか、復讐を果たすか選ばせる。復讐することに決めた二人は、ローマンの車を突き止め尾行した末、彼を誘拐する。ローマンは薬物を注入され意識不明のまま森の小道に捨てられる。
翌朝、発見されたローマンは病院に運ばれ、身元不明者に仕立てられ後見人となったマーラに拘束されてしまう。1000万ドルと引き換えに解放するというマーラに対し、ローマンは後見人ビジネスを大規模に展開する資金を出す代わりに共同経営者にすることを提案する。同意したマーラは大成功を収め一躍時代の寵児となり、フランとも結婚する。幸せを謳歌するマーラだったが、過去に詐欺の犠牲になったフェルドストロムが目の前に現れる。

## キャスト
※括弧内は日本語吹替。
- マーラ・グレイソン：ロザムンド・パイク（朴璐美）

法定後見人。
- ローマン・ルニョフ：ピーター・ディンクレイジ（森川智之）

ロシアンマフィアのボス。
- フラン：エイザ・ゴンザレス（弘松芹香）

マーラのパートナー。
- ディーン・エリクソン：クリス・メッシーナ（相馬康一）

弁護士。
- ジェニファー・ピーターソン：ダイアン・ウィースト（宮沢きよこ）

資産家の老婆。
- フェルドストロム：メイコン・ブレア

マーラにより母の面会を禁止された男。
- カレン・エイモス：アリシア・ウィット

医師。
- ロマックス：イザイア・ウィットロック・Jr

判事。
- アレクシー：ニコラス・ローガン（濱野大輝）

タクシー運転手。
- サム・ライス：ダミアン・ヤング（英語版）

施設長。

## 製作
2019年5月9日、J・ブレイクソン監督の新作映画にロザムンド・パイクが起用された。6月6日、ピーター・ディンクレイジが本作の出演交渉に臨んでいると報じられた。18日、エイザ・ゴンザレスの起用が発表された。7月9日、ダイアン・ウィーストとクリス・メッシーナがキャスト入りした。同月、本作の主要撮影がマサチューセッツ州のウェルズリーで始まった。
2021年2月19日、レイクショア・レコーズが本作のサウンドトラックを発売した。

## 公開・マーケティング
2020年9月12日、本作は第45回トロント国際映画祭でプレミア上映された。
Netflixがアメリカ合衆国、ドイツ、ラテンアメリカ、南アフリカ、中東、インドなどの配信権を獲得した。一方でAmazonビデオがオーストラリア、カナダ、アイルランド、イタリア、ニュージーランド、イギリスでの配信権を獲得した。両サービスとも2021年2月19日に配信開始された。

## 評価
本作は批評家から高く評価されている。映画批評集積サイトのRotten Tomatoesには28件のレビューがあり、批評家支持率は93%、平均点は10点満点で7.2点となっている。サイト側による批評家の見解の要約は「限界に近づきつつある資本主義を痛烈に風刺している。ロザムンド・パイクの怪演のお陰で、『パーフェクト・ケア』はユーモアと身も凍るほどの恐怖を両立させたスリラー映画に仕上がった。」となっている。また、Metacriticには11件のレビューがあり、加重平均値は67/100となっている。

## 受賞
ロザムンド・パイクは本作で第78回ゴールデングローブ賞の主演女優賞 (ミュージカル・コメディ部門)を受賞した。